# Пасињано (Латина)
Пасињано је насеље у Италији у округу Латина, региону Лацио.
Према процени из 2011. у насељу је живело 171 становника. Насеље се налази на надморској висини од 353 м.